# Mycalesis kolita
Mycalesis kolita är en fjärilsart som beskrevs av Hans Fruhstorfer 1908. Mycalesis kolita ingår i släktet Mycalesis och familjen praktfjärilar. Inga underarter finns listade i Catalogue of Life.